# Gäddtjärnen (Torps socken, Medelpad, 693241-153169)
Gäddtjärnen är en sjö i Ånge kommun i Medelpad och ingår i Ljungans huvudavrinningsområde. Sjön har en area på 0,136 kvadratkilometer och ligger 249,9 meter över havet.

## Delavrinningsområde
Gäddtjärnen ingår i det delavrinningsområde (693021-152824) som SMHI kallar för Mynnar i Ljungans vattendragsyta. Medelhöjden är 194 meter över havet och ytan är 21,93 kvadratkilometer. Räknas de 448 avrinningsområdena uppströms in blir den ackumulerade arean 4 313,88 kvadratkilometer. Gimån som avvattnar avrinningsområdet har biflödesordning 2, vilket innebär att vattnet flödar genom totalt 2 vattendrag innan det når havet efter 73 kilometer. Avrinningsområdet består mestadels av skog (81 procent). Avrinningsområdet har 0,15 kvadratkilometer vattenytor vilket ger det en sjöprocent på 0,7 procent. Bebyggelsen i området täcker en yta av 0,39 kvadratkilometer eller 2 procent av avrinningsområdet.